# Szentborbás
Szentborbás (kroatisch Brlobaš) ist eine ungarische Gemeinde im Kreis Barcs im Komitat Somogy. Die Mehrheit der Bewohner zählt zur kroatischen Volksgruppe.

## Geografische Lage
Szentborbás liegt 18 Kilometer südöstlich der Kreisstadt Barcs und einen Kilometer vom linken Ufer des Flusses Dráva entfernt, der die Grenze zu Kroatien bildet. Ein Teil der Gemeinde gehört zum Duna-Dráva-Nationalpark. Nachbargemeinden sind Tótújfalu, Lakócsa und Felsőszentmárton.

## Geschichte
Im Jahr 1913 gab es in der damaligen Kleingemeinde 45 Häuser und 436 Einwohner auf einer Fläche von 1480 Katastraljochen. Sie gehörte zu dieser Zeit zum Bezirk Barcs im Komitat Somogy. 

## Sehenswürdigkeiten
- Duna-Dráva-Nationalpark
- Römisch-katholische Kirche

## Verkehr
Durch Szentborbás verläuft die Landstraße Nr. 5825. Es bestehen Busverbindungen über Lakócsa, Tótújfalu, Potony, Kastélyosdombó, Drávagárdony, Drávatamási und Darány nach Barcs. Der nächstgelegene Bahnhof befindet sich nordwestlich in Darány. Durch den Ort führt der Drei-Flüsse-Fahrradweg (Három folyó túraútvonal), der Teil des EuroVelo 13 ist.